# Єрмак Андрій Борисович
Андрі́й Бори́сович Єрма́к (нар. 21 листопада 1971, Київ, УРСР) — український державний діяч, політик, правник, кінопродюсер, керівник Офісу 6-го Президента України Володимира Зеленського з 11 лютого 2020 року. Входить до РНБО України з 12 лютого 2020 року.

## Життєпис

### Ранні роки
Батько — Борис Михайлович Єрмак, закінчив факультет радіоелектроніки КПІ, працював на заводі ім. Артема у Києві, у Держкомітеті зовнішньоекономічних зв'язків. Мати — Марія Олександрівна, уродженка Санкт-Петербурга, одружилися 1971 року. 21 листопада 1971 року в Києві народився Андрій, а у 1979 році — його брат Денис.
Андрій Єрмак частково — по батьковій лінії — має єврейське походження і не приховує своєї спорідненості з єврейською культурою та історією. Його батько, Борис Єрмак, єврей і народився в Києві. Андрій сам відкрито розповідав про це в інтерв'ю ізраїльським журналістам, наголошуючи, що деякі його родичі загинули в Бабиному Яру.
Наприкінці 1980-х батька відрядили до посольства СРСР у Афганістані організовувати систему професійно-технічної освіти, з ним переїхала вся родина, але Андрій лишився в Києві з бабусею. У 1989 році Борис Єрмак став начальником відділу кадрів торгового представництва СРСР у Афганістані.
У 1989 році Єрмак закінчив середню школу № 259 у Києві, працював лаборантом кабінету технічних засобів навчання Центрального інституту удосконалення вчителів при Міністерстві освіти. У 1995 році закінчив Інститут міжнародних відносин КНУ ім. Шевченка, отримав ступінь магістра з міжнародного приватного права і диплом референта-перекладача англійської мови. У тому ж році отримав Свідоцтво про право заняття адвокатською діяльністю.

### Юридична і громадська діяльність
З 1991 по 1995 рік був помічником юриста і юристом у юридичній фірмі «Проксен», консультував компанії, зокрема, ГО «Асоціація Італія-Україна», яка займалася розвитком культурно-освітніх зв'язків двох країн. Був співзасновником ЗАТ «Юридична служба» Б. Е. Р. С. і партнери". Компанія займалася торговим правом, антидемпінговими розслідуваннями, фінансовим правом, інтелектуальною власністью. Першим великим клієнтом став продюсер Євген Рибчинський, потім працювали з гуртом Green Grey, представляли інтереси колишнього власника Гала Радіо.
У 1997 році заснував Міжнародну юридичну компанію, брав участь у розробці законодавчих актів у сфері господарського права та інтелектуальної власності. Крім консультування, співпрацював із представниками мистецтва, шоу-бізнесу та спорту. Компанія була юридичним партнером фестивалю дизайнерів моди «Арт-мода», Inter Media Group, Universal, Pixar, Disney.
У 2000 році був запрошений на щорічну конференцію Міжнародної організації юристів (IBA), є членом IBA та членом Асоціації правників України.
У 2009 році заснував і очолював ГО «Асоціація підприємців міста Києва» до 2018 року.

### Продюсерська діяльність
Є засновником Garnet International Media Group. Член Української кіноакадемії, член Європейської кіноакадемії (2017). Дебютною роботою Єрмака в якості кінопродюсера стала стрічка «Правило бою» — українська драма про боксера, який через хворобу матері змушений битися у боях без правил. Сам Єрмак стверджує, що «став продюсером випадково», бо у цій сфері мав багато знайомств.
Того ж 2017 року на екранах з'явився ще один фільм, співпродюсером якого виступив Єрмак — «Межа». Це українсько-словацький кримінальний трилер про контрабанду на кордоні, де головні ролі зіграли Станіслав Боклан та Римма Зюбіна. Фільм отримав приз за найкращу режисерську роботу на 52-му Міжнародному кінофестивалі у Карлових Варах.
У 2019 році на екрани вийшла наступна продюсерська робота Єрмака: молодіжна романтична драма «Сквот32».
Наступний фільм зпродюсований Єрмаком став фільм «Передчуття», який вийшов у жовтні 2020 року, а вихід серіалу «Слов'яни» запланований на 2021 рік.

### Політична діяльність
У 2005 році через підконтрольні компанії заснував Міжнародну асоціацію «Українсько-грузинське співробітництво в сфері іноземного інвестування».
Протягом трьох скликань (V, VI, VII) був помічником на громадських засадах народного депутата України від Партії регіонів, олімпійського чемпіона і триразового чемпіона світу з вільної боротьби Ельбруса Тедеєва.
21 травня 2019 року Президент України Володимир Зеленський призначив Андрія Єрмака своїм помічником. На цій посаді він займався питаннями зовнішньої політики і міжнародних відносин: переговори з Росією, США і ключовими державами Європи, брав активну участь в організації обміну для повернення додому утримуваних осіб на окупованому Донбасі, супроводжував Президента України практично у всіх закордонних робочих поїздках. Крім цього, відповідав за процеси по організації зустрічі в нормандському форматі з української сторони.
З 21 червня 2019 — член Національної інвестиційної ради.
З 7 жовтня 2019 по 19 червня 2020 був членом Наглядової ради Державного концерну «Укроборонпром».
Єрмак — голова Комісії державних нагород та геральдики (з 18 березня 2020).
З 3 червня 2020 — заступник Голови Національної ради з питань антикорупційної політики.

#### Керівник Офісу Президента України
11 лютого 2020 року Президент Зеленський призначив Єрмака керівником Офісу Президента України.
Після призначення продовжив відповідати за міжнародну політику і був призначений політичним радником лідера України в Нормандському форматі.

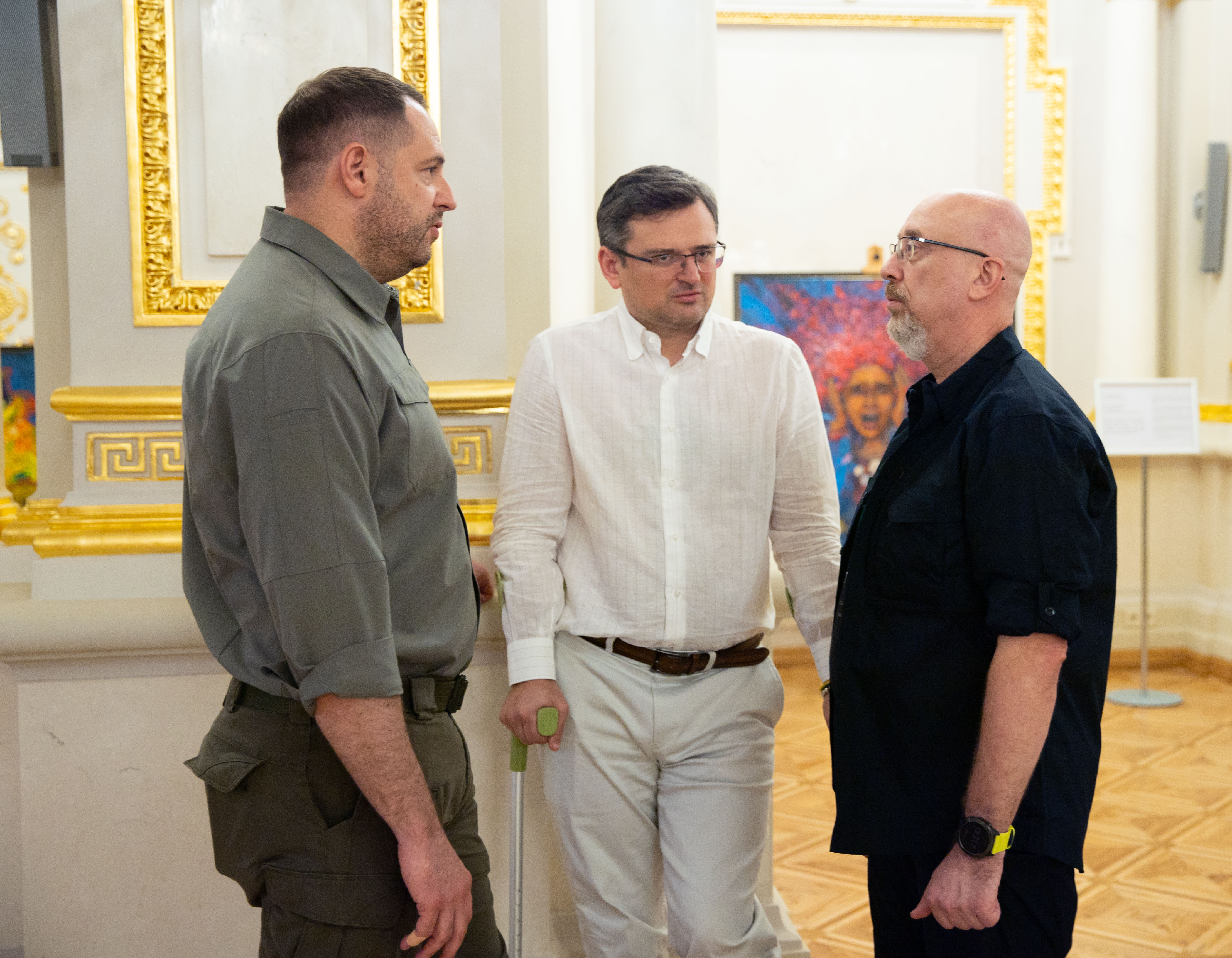
28 липня 2022 Андрій Єрмак, Олексій Резніков, Дмитро Кулеба

У лютому 2020 року у керівництві парламентської фракції «Слуга народу» назвали Єрмака «сильним переговорщиком». Єрмак назвав себе на посаді «людиною, яка повинна забезпечити роботу офісу так, щоб Президент міг максимально реалізувати задумане», а роботу офісу описав як «роботу експертів у різних областях, які повинні доносити Президенту об'єктивну інформацію».
Своєю поїздкою до Мінська 11 березня 2020 року активізував переговори в межах мінської Тристоронньої контактної групи.
Голова Ради з питань підтримки підприємництва — консультативно-дорадчого органу при Президентові України (з 27 червня 2025).

### Після початку повномасштабного вторгнення
21 вересня 2022 року був одним з відповідальних за обмін полонених Азовців на Медведчука в Туреччині.
17 листопада 2024 Міжнародна санкційна група Єрмака-Макфола випустила новий робочий документ «Подальші кроки щодо енергетичних санкцій: інструменти посилення тиску на Росію у 2025 році».

## Скандали та звинувачення

### Плівки Єрмака
29 березня 2020 року депутат зі Слуги народу Гео Лерос опублікував кілька фрагментів відеозаписів, зроблених прихованою камерою, на яких кілька людей ведуть розмови пов'язані з призначеннями на різні посади і один з них був схожий на брата Єрмака — Дениса. За даними Лероса, Андрій Єрмак за посередництва брата продає державні посади. Лерос надіслав відповідне звернення до НАБУ. Сам Андрій пов'язав появу записів за день до найважливіших голосувань в парламенті зі спробою зриву співпраці України з МВФ та підведення країни до межі дефолту. За його словами, «і всередині країни, і за її межами є величезна кількість людей, які хочуть вдарити по Офісу Президента», в той час як Денис назвав записи нарізками, вирваними з контексту, а скандал — цілеспрямованою атакою на його брата, який заважає деяким олігархам.
Президент України Володимир Зеленський заявив, що плівки за участю брата керівника ОП — «марна справа», тому що Єрмак «не взяв грошей». Зеленський додав, що не уявляє, «що б Єрмак собі б зробив, якби його брат десь щось узяв».
23 квітня САП перекваліфікувала справу зі «зловживання впливом» на «шахрайство» і передала до Національної поліції. Після публікації цих «плівок» правоохоронні органи відкрили 5 кримінальних проваджень.
14 липня 2020 року Служба безпеки України за підозрою в шахрайстві затримала Дмитра Штанько. Саме він не тільки фігурував на скандальних записах разом з братом глави Офісу президента, але очевидно, сам здійснював ці записи. Штанько затримали при отриманні 100 тисяч доларів хабара в рамках справи про шахрайство. Як стверджують в СБУ, Штанько був посередником і взяв гроші «за сприяння у вирішенні питання з правоохоронними органами по поверненню вилученого майна». Однак вже в кінці місяця він вийшов під заставу 630 тисяч гривень.
15 вересня Денис Єрмак подав до суду на Гео Лероса про захист честі, гідності та ділової репутації та зобов'язання вчинити дії. Позов зареєстрував Печерський районний суд міста Києва.

### Ситуація навколо візиту до США
19 травня 2021 року українські ЗМІ повідомили, що низка американських конгресменів отримали запрошення на зустріч з Андрієм Єрмаком та віце-прем'єр-міністром України Олексієм Резніковим у рамках їх візиту у США з 16 до 20 травня. Як виявилося пізніше, лист був надісланий не офіційними каналами (через Посольство України в США чи МЗС України), а приватною особою, американським бізнесменом українського походження Ігорем Пастернаком. Він стверджує, що мав розмову з Резніковим напередодні та «подумав, що український урядовець повинен поділитися ними з членами Конгресу». Єрмак заявив, що не планував візит на ці дати й що це приватні ініціативи Пастернака.

### Після початку повномасштабного вторгнення
Єрмак звинувачується у спробах усувати низку високопосадовців та просуванню лояльних до себе людей шляхом впливу на різні кримінальні справи та перевірки. Також Єрмака звинувачують у накопиченні особистої влади та узурпації демократичних процесів.
За словами очільниці організації Центр протидії корупції Дар'ї Каленюк — «Єрмак створює нову систему олігархії, якою він керує... через своїх заступників в Офісі президента та міністрів маневрує, щоб встановити контроль над значною частиною української економіки, а також її правоохоронним і безпековим апаратом».
Підлеглі Андрія Єрмака із Офісу Президента України призначаються на топ-посади великих держпідприємств із зарплатами у сотні тисяч гривень в місяць, в тому числі працюють одразу в декількох підприємствах.
Зокрема, Єрмак звинувачується у взятті під контроль національного інформаційного агентства Укрінформ. У серпні 2024 року стало відомо що близькі до Андрія Єрмака люди матимуть вплив на розподіл бюджетних коштів на нові українські фільми.
За матеріалами статті Української правди, Єрмака називають одним із відповідальних за спробу фактичного обмеження/ліквідації незалежності Національного антикорупційного бюро України та Спеціалізованої антикорупційної прокуратури у липні 2025 року.

## Фільмографія
| Рік  |   | Українська назва | Оригінальна назва | Роль         |
| ---- | - | ---------------- | ----------------- | ------------ |
| 2017 | ф | Правило бою      | Правило боя       | продюсер     |
| 2017 | ф | Межа             | Čiara             | продюсер     |
| 2019 | ф | Сквот32          | —                 | продюсер     |
| 2020 | ф | Передчуття       | —                 | продюсер     |
| 2020 | с | Слов'яни         | Slovania          | співпродюсер |

## Сім'я
- Батько — Єрмак Борис Михайлович[66][67]
- Мати — Єрмак Марина Олександрівна[67]
- Брат — Єрмак Денис Борисович[68]

## Відзнаки, нагороди та визнання

### Нагороди
- Командор ордена Великого князя Литовського Гядимінаса (14 лютого 2023)[69]
- Командорський хрест із зіркою Ордена «За заслуги перед Польщею» (2022)[70]

### Визнання
- Рейтинг 100 найвпливовіших людей (2024) за версією «Time»[71]
- Рейтингу найвпливовіших людей Європи (2025) за версією Politico. The fixer[72]

## Галерея

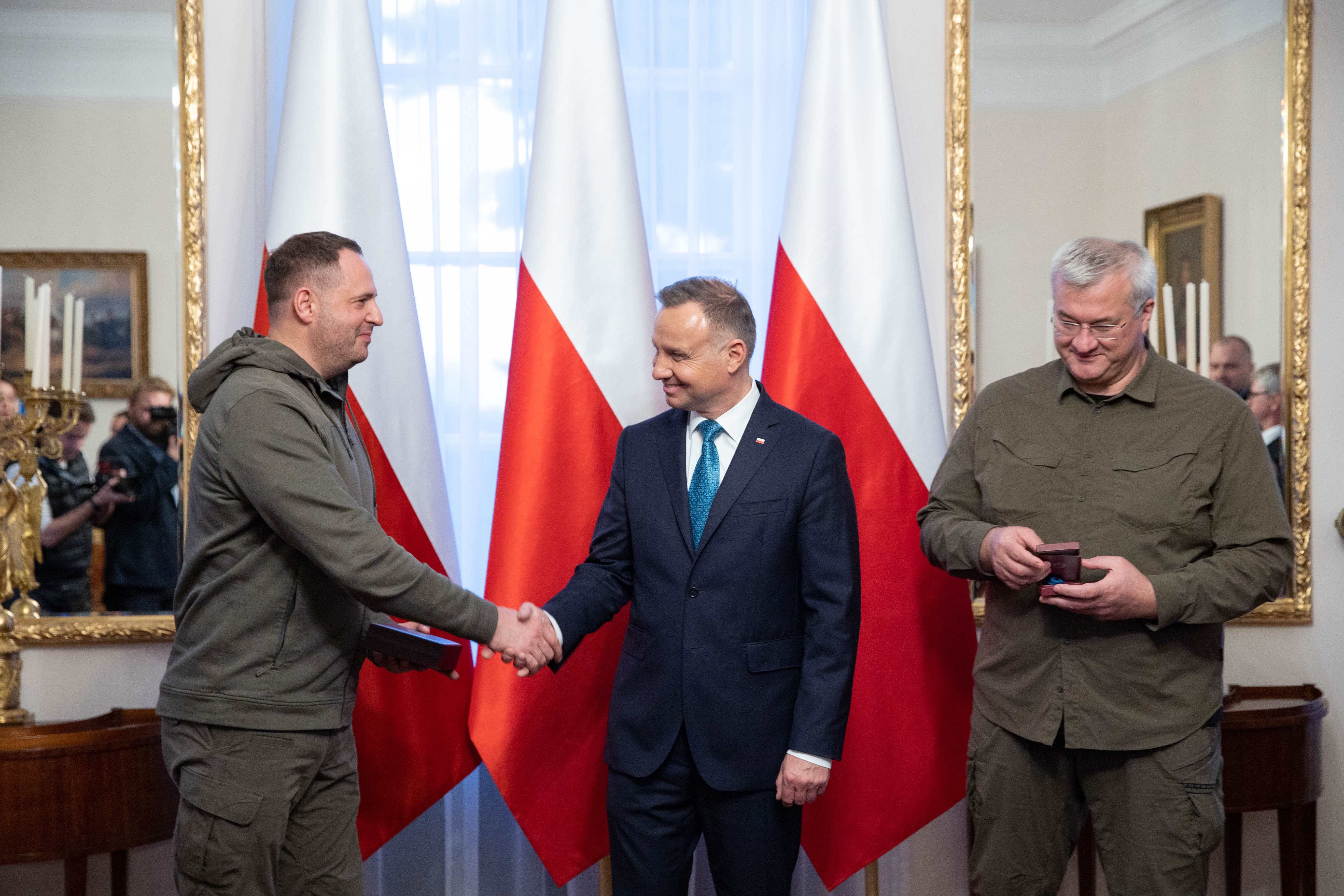
Андрій Єрмак під час зустрічі з президентом Польщі Анджеєм Дудою, 2022 рік
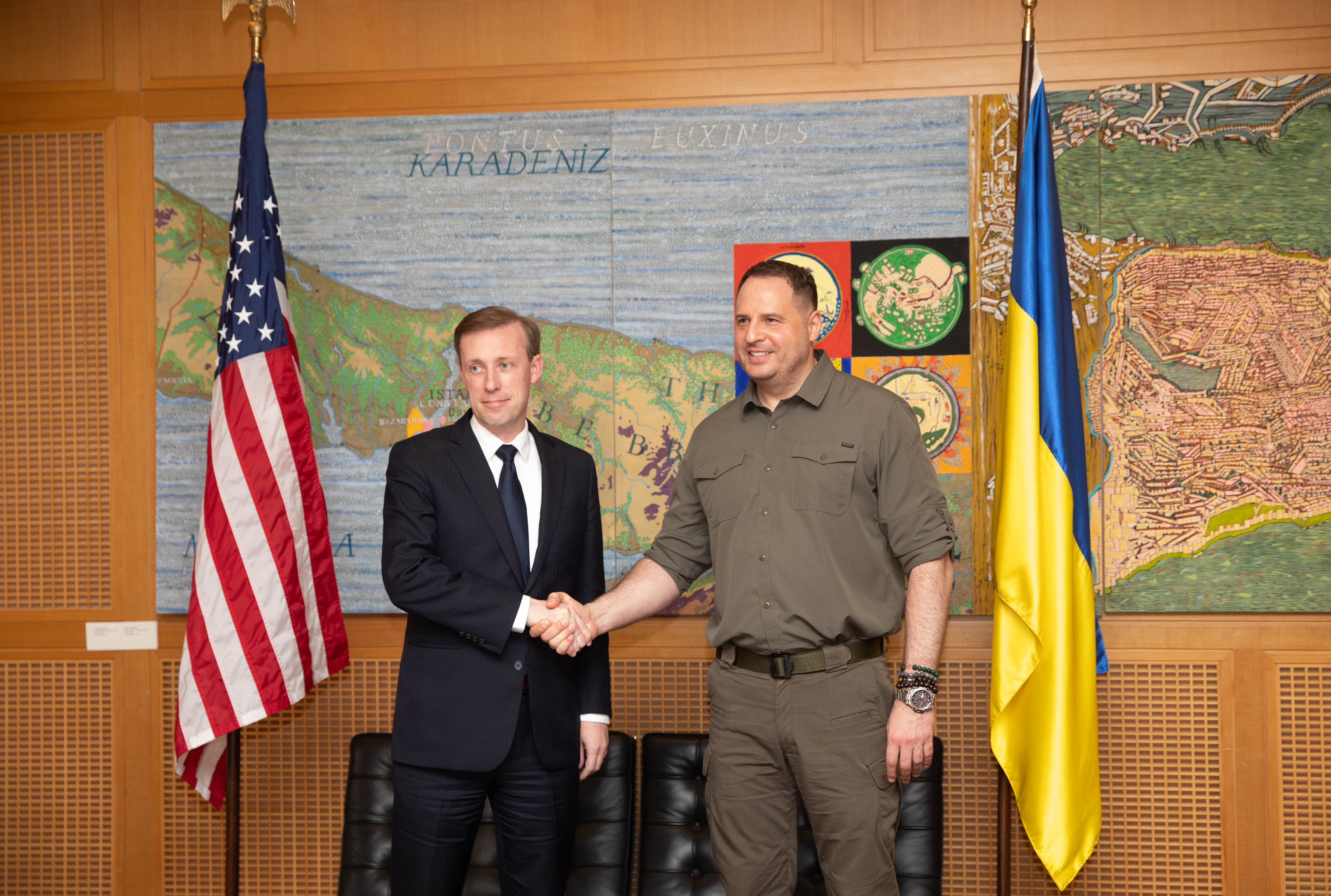
Керівник Офісу Президента України Андрій Єрмак під час зустрічі із радником Президента Сполучених Штатів Америки з питань національної безпеки Джейком Салліваном, 2 жовтня 2022 рік
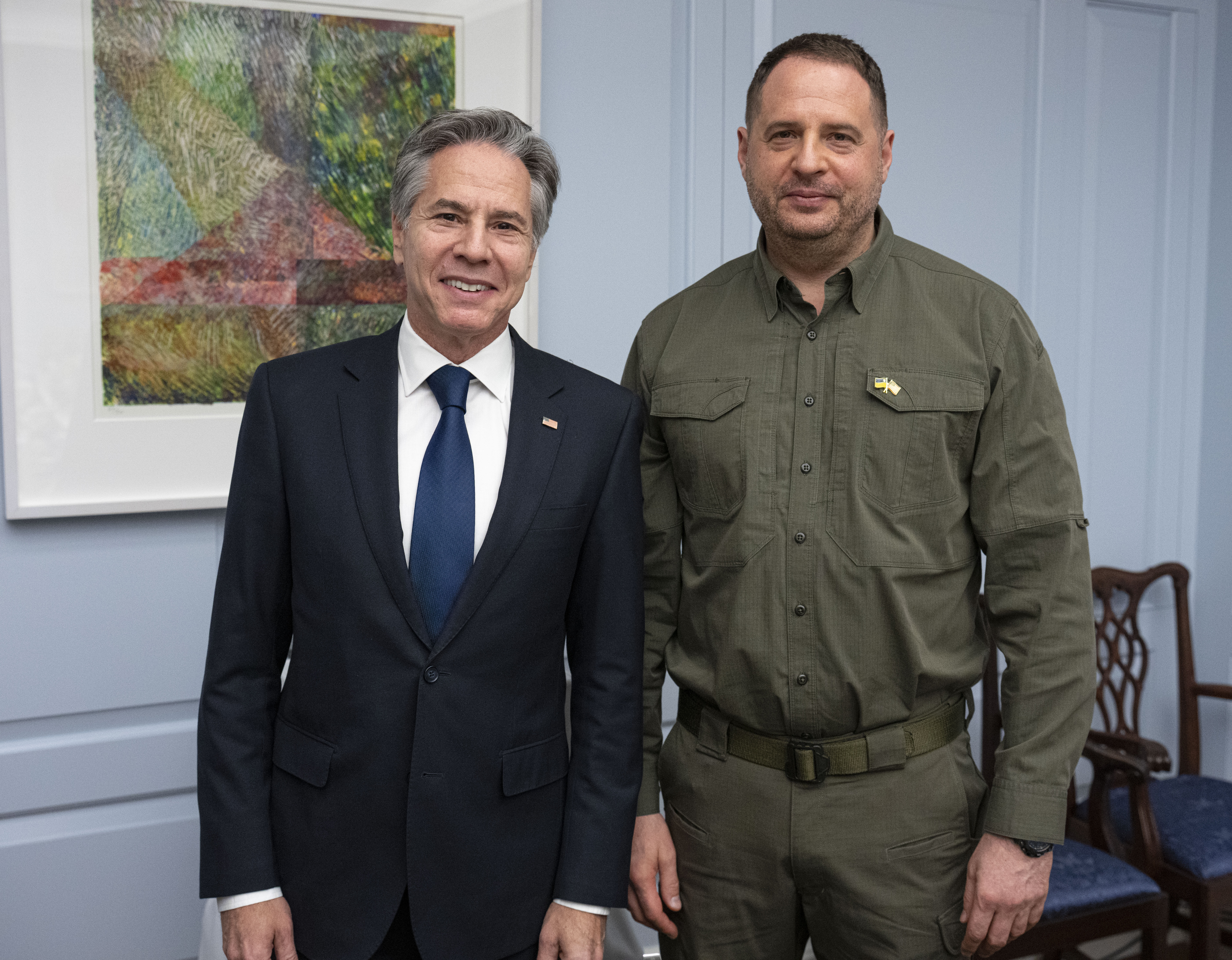
Зустріч Андрія Єрамака з держсекретарем США Ентоні Блінкеном, 13 листопада 2023 рік
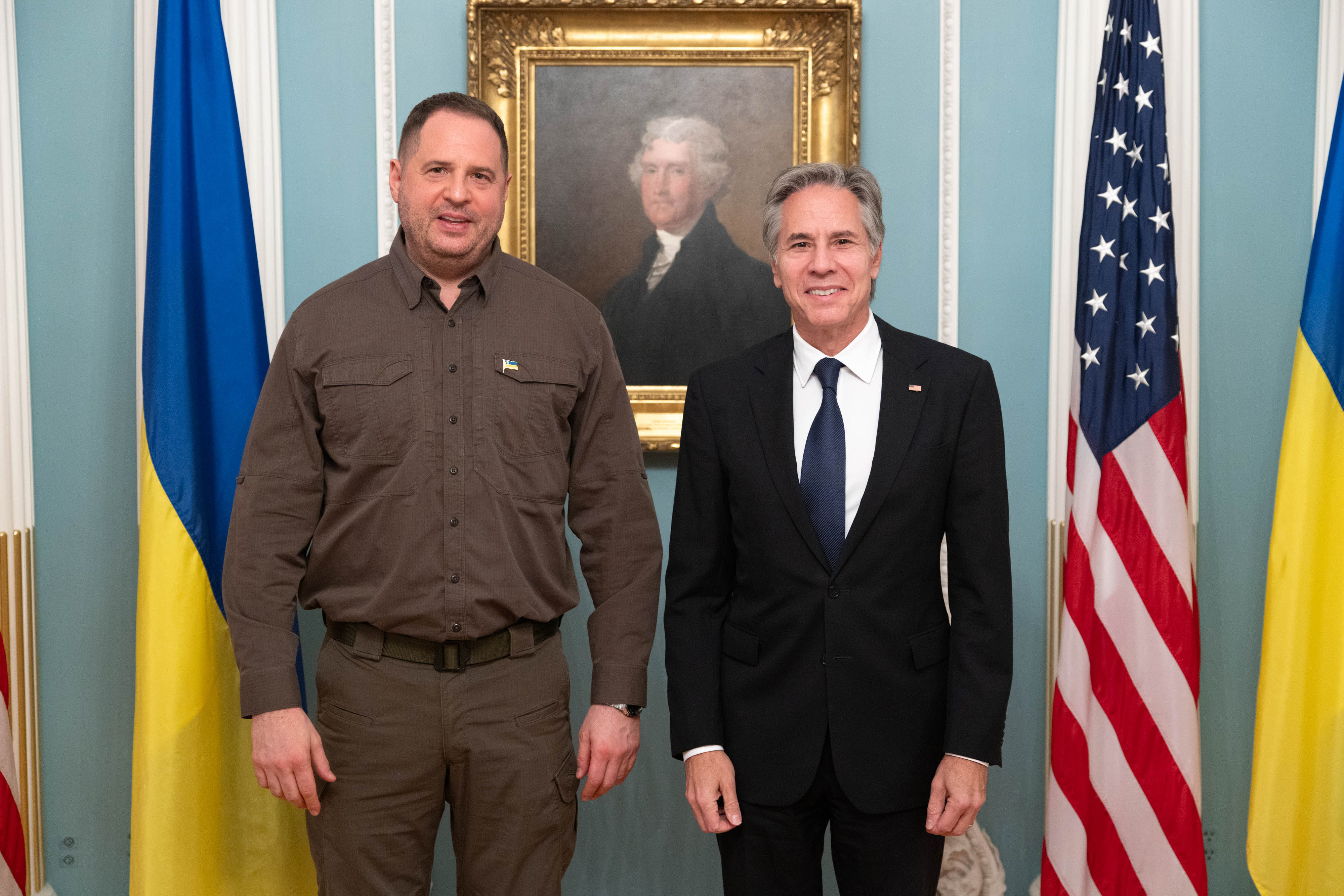
Зустріч Андрія Єрмака з держсекретарем США Ентоні Блінкеном, 29 жовтня 2024 року